# Ninoe falklandica
Ninoe falklandica är en ringmaskart som beskrevs av Monro 1936. Ninoe falklandica ingår i släktet Ninoe och familjen Lumbrineridae. Inga underarter finns listade i Catalogue of Life.